# Guácimo (Costa Rica)
Guácimo es un distrito del cantón de Guácimo, en la provincia de Limón, de Costa Rica.

## Toponimia
El nombre del distrito primero y del cantón se debe a que en el sitio donde se empezó a formar el incipiente poblado alrededor de la Estación de ferrocarril (en la Línea Vieja del Caribe), existió un frondoso y famoso árbol de guácimo (Guazuma ulmifolia), por lo que sus vecinos decidieron asignarle esa denominación al lugar. 
El escritor Carlos Gagini, en su obra "Diccionario de Costarriqueñismos", indica que guácima o guácimo es un árbol que crece en los parajes cálidos y produce unas frutitas dulces, muy buscadas por los animales silvestres y el ganado; además señaló que "guácima" no es una palabra náhuatl sino haitiana.

## Historia
La segunda administración de Tomás Guardia Gutiérrez, en 1879 se firmó un convenio con el señor Minor Cooper Keith, empresario responsable de la construcción del ferrocarril al Caribe, para extender un ramal hasta la margen este del río Sucio; sitio que por ley N° 33 del 6 de julio de 1883 se denominó Carrillo; vía que pasó por Guácimo y que tiempo después se conoció como Línea Vieja para diferenciarla del otro trazado del ferrocarril que se construyó entre Siquirres y San José, próximo a la margen oeste y luego norte del río Reventazón. Don Minor C. Keith inició a finales del siglo XIX la siembra del banano en la región, actividad que logró gran auge en corto tiempo y durante el primer tercio del siglo XX, debido a la producción a gran escala realizada por la United Fruit Company, empresa establecida por el señor Keith en asocio con capital extranjero en 1899. Esa situación se reflejó en el desarrollo de la zona, el cual se vio afectado negativamente, cuando la citada empresa trasladó sus intereses y producción al Pacífico sureste del país, en la década de los años treinta del presente siglo, debido a las enfermedades que atacaron esas plantas y al agotamiento de los suelos. A principios de los años sesenta se reinició el cultivo del banano, con variedades resistentes a los males que acometieron a este producto agrícola.
Al crearse el cantón de Pococí, en ley N° 12 del 19 de septiembre de 1911, durante la primera administración de don Ricardo Jiménez Oreamuno, la población de Guácimo constituyó el distrito tercero de esa nueva unidad administrativa. En decreto ejecutivo N° 26 del 28 de junio de 1957, sobre división territorial administrativa, apareció Guácimo como un barrio del distrito segundo Jiménez del cantón Pococí. 
Guácimo cómo distrito fue creado el 26 de junio de 1971 por medio de Decreto 1769-G.
Posteriormente, en ley N° 4753 del 3 de mayo de 1971, en el segundo gobierno de don José Figueres Ferrer, se le otorgó la categoría de Ciudad al barrio Guácimo, cabecera del nuevo cantón, creado en esa oportunidad.
La escuela se estableció en 1914, durante el gobierno de don Alfredo González Flores; la cual actualmente se denomina Manuel María Gutiérrez Zamora. El Colegio Técnico Profesional Agropecuario de Guácimo, inició sus actividades docentes en marzo de 1974, en el segundo gobierno de don José Figueres Ferrer.
Durante el arzobispado de Monseñor don Carlos Humberto Rodríguez Quirós, cuarto Arzobispo de Costa Rica, el 8 de diciembre de 1966, se erigió la Parroquia, dedicada a la Inmaculada Concepción de María; la cual actualmente es sufragánea del Vicariato Apostólico de Limón de la Provincia Eclesiástica de Costa Rica.
El 26 de septiembre de 1971 se llevó a cabo la primera sesión del Concejo de Guácimo, integrado por los regidores propietarios, señores Guillermo Rojas Elizondo, Presidente, José Gilberto Alvarado Lépiz, Vicepresidente; Norman Henry Walcott; Erasmo Marchena Guido y Edgar Pérez Rivera. El Ejecutivo Municipal fue don Carlos Chana Chana y el Secretario Municipal don Rafael Ángel Palma Chinchilla.

## Ubicación
Se ubica a una distancia de 83 km al oeste de la ciudad de Limón.

## Geografía
Guácimo cuenta con un área de 223,79 km² y una altitud media de 114 m s. n. m.
El poblado ocupa una llanura aluvial a orillas del río Guácimo.

## Demografía
Para el año 2022, Guácimo cuenta con una población estimada de 21 885 habitantes, y para el último censo efectuado, en 2011, Guácimo contaba con una población de 18 326 habitantes.

## Localidades
- Barrios: África, Cantarrana, Estación Rudín, Guayacán.
- Poblados: Aguacate, Angelina, Bosque, Cabaña, Edén, El Tres, Fox Hall, Guaira, Hogar, Parismina, San Luis, Selva.

## Transporte

### Carreteras
Al distrito lo atraviesan las siguientes rutas nacionales de carretera:
- Ruta nacional 32
- Ruta nacional 248
- Ruta nacional 816